# Saxilby
Saxilby est une paroisse civile et un village du Lincolnshire, en Angleterre.